# Jakob Fredrik Below
Jakob Fredrik Below, född 1669 i Stockholm, död 1716 i Moskva, var en svensk läkare. Han var son till Bernhard Below.
Below erhöll medicine doktorsgraden i Utrecht samt blev vid hemkomsten ledamot av Collegium medicum och praktiserande läkare i Stockholm. 1695 utnämndes han till medicine professor i Dorpat, varifrån han 1697 förflyttades till Lund. Karl XII kallade honom 1706 till den svenska armén, med vilken han såsom läkare deltog i fälttåget till Lillryssland. Vid Poltava råkade han i fångenskap 1709. Han fördes till Moskva där han fick en storartad praktik. På grund av sin skicklighet fick han så högt anseende vid hovet, att tsar Peter I förvägrade honom att återvända till Sverige.